# Maison Jean-Jacques Bosc
La maison Jean-Jacques Bosc est un hôtel particulier du XIXe siècle situé 7, rue du Chai des Farines, à Bordeaux, en France.
Ce bâtiment fait l'objet d’une inscription au titre des monuments historiques depuis le 7 mars 2012.